# Dexiomera surda
Dexiomera surda là một loài ruồi trong họ Tachinidae.